# Annasäule (Düren)

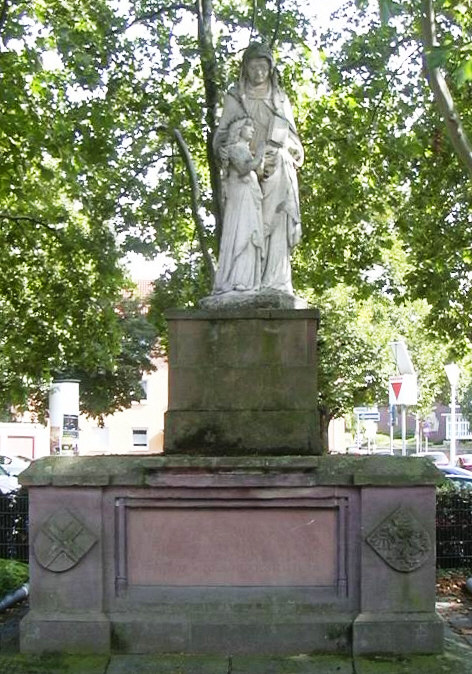
Das Denkmal

Die Annasäule in Düren (Deutschland) ist eine denkmalgeschützte Plastik.
Am historischen Platz Altenteich befand sich eine Marienstatue aus dem Jahr 1770. Sie wurde marode und niedergelegt. Am 25. Mai 1884 wurde die von Heinrich Wiethase entworfene und von Edmund Renard d. Ä. ausgeführte Skulptur feierlich eingeweiht und enthüllt. Die Errichtung erfolgte anlässlich des Priesterjubiläums von Dechant Vaßen.
Beim Luftangriff auf Düren am 16. November 1944 wurde es zum Teil zerstört und am 2. Juni 1950 wieder aufgebaut. Die neue Annastatue hat eine Gesamthöhe von 8,62 Meter.
Der Platz vor der Annasäule wurde am 9. Januar 2013 nach dem langjährigen Oberpfarrer von St. Anna Heinrich Köttgen in „Pfarrer-Köttgen-Platz“ benannt.